# Турсунов Санжар Атхамович
Санжа́р Атха́мович Турсу́нов (узб. Sanjar Atham oʻgʻli Tursunov, нар. 29 грудня 1986, Ташкент) — узбецький футболіст, фланговий півзахисник національної збірної Узбекистану та південнокорейського клубу «Теджон Сітізен».

## Клубна кар'єра
На молодіжному рівні Санжар грав за «Пахтакор».
У дорослому футболі дебютував 2006 року виступами за «Іртиш-1946» (Омськ), у складі якого дебютував 23 квітня в зустрічі проти «Зорі» (Ленінськ-Кузнецький). Через три дні забив перший гол, вразивши ворота «Кузбас-Динамо». До 2008 року у другому дивізіоні зіграв 86 матчів і забив 13 голів. Також провів 5 матчів у національному кубку. Більшість часу, проведеного у складі омського «Іртиша», був основним гравцем команди.
Своєю грою привернув увагу представників тренерського штабу клубу «Волга» (Нижній Новгород), до складу якої приєднався 2009 року. У дебютному сезоні Турсунов зіграв 35 матчів і одного разу забив. Наступного року він провів на один матч більше, вразивши ворота 6 разів, а «Волга» посіла друге місце й вийшла у Прем'єр-лігу. Там Санжар дебютував 14 березня 2011 року в матчі першого туру проти «Томі», вийшовши на заміну на 61-й хвилині замість Сергія Яшина.
31 грудня 2011 року перейшов у владикавказську «Аланію», з якою виграв чемпіонат ФНЛ і знову вийшов до Прем'єр-ліги, у якій провів 10 матчів.
У лютому 2013 року став гравцем ташкентського «Локомотива», але вже в липні повернувся до Росії, ставши гравцем оренбурзького «Газовика», де грав до кінця року.
У лютому 2014 року на правах вільного агента підписав контракт із полтавською «Ворсклою», яку покинув 25 січня 2016 року, отримавши пропозицію від катарського клубу «Умм-Салаль», але вже наприкінці серпня того ж року повернувся до лав полтавської команди. Наприкінці грудня 2016 року стало відомо, що Турсунов залишив «Ворсклу» й уклав контракт із катарським клубом «Аль-Харітіят».
1 серпня 2018 року став гравцем південнокорейського клубу «Теджон Сітізен».

## Виступи за збірну
2010 року дебютував в офіційних матчах у складі національної збірної Узбекистану.
У складі збірної був учасником кубка Азії з футболу 2011 року в Катарі, на якому зіграв у всіх 6 матчах своєї збірної, допомігши збірній посісти четверте місце на турнірі.
Наразі провів у формі головної команди країни 49 матчів, забивши 5 голів.